# Lourdes (romanzo)
Lourdes è il primo romanzo di Rosa Matteucci, pubblicato nel 1998. Vincitore nel 1999 del Premio Bagutta per l'Opera Prima, e del Premio Grinzane Cavour, sezione Giovani Autori Esordienti, è stato anche finalista al Premio Bergamo
Il libro è stato tradotto in spagnolo, francese e tedesco.

## Trama
Maria Angulema ha ventotto anni, un aspetto sgraziato, neppure l'ombra di un fidanzato o amico. Vive con la madre e la sorella, ma ogni suo pensiero va al padre, recentemente scomparso a causa di un incidente stradale. 
Quando il fatto è avvenuto, Maria si è trovata ad affrontarlo da sola, dovendo così subire il trauma delle inutili sofferenze del genitore e l'insensibilità dell'ambiente ospedaliero. 
Perciò, non approvata da madre e sorella, la giovane decide di compiere un viaggio a Lourdes, come dama di carità; il suo intento recondito è di chiedere perché è stata gravata di un tale dolore e perché chi ha inflitto il peso non se lo riprende.
I preparativi per il viaggio sono assai tribolati: Maria non ha soldi a sufficienza per procurarsi un corredo come si deve e rimedia l'uniforme e gli accessori prescritti con espedienti di ogni sorta. In casa ci sono molte valigie, ricordo di un passato benestante (la famiglia è nobile, ma rovinata), ma solo grazie a un omaggio di un'agenzia viaggi, la donna riesce a sistemare il suo bagaglio. 
La partenza non promette nulla di buono: una scalcinata corriera, un raduno arruffato, un treno scomodissimo. 
E le persone che Maria incontra sono troppo disinvolte, o prepotenti; ad ogni passo sembra che qualcuno o qualcosa debba sottolineare l'impreparazione di Maria al compito che si è prefissa.
Definita sin dal primo momento come lavativa, non ha dalle colleghe dame di carità la minima indicazione. I malati poi, vedendo le sue incertezze o assistendo alle ramanzine in cui incorre, la bersagliano con dispetti vari. Dal canto suo, Maria non dice mai una parola e si fa prendere dal panico, tanto da perdere l'inferma che le è affidata in una processione. 
Si crea così un distacco naturale tra ciò che dovrebbe fare nel suo ruolo e ciò che lascia a mezzo, anzi, un disordine crescente le impedisce di mangiare o dormire con regolarità e nei luoghi adibiti a tali scopi.
Ogni giorno Maria tenta di avvicinarsi alla Grotta di Massabielle e ogni volta ne è respinta. Gli incidenti sono tanto persistenti che non si può dubitare di qualche intervento demoniaco appositamente architettato per deviare i suoi passi. Ma l'ultimo giorno, rispondendo al gentile invito di una malata che chiede di essere accompagnata alle piscine, Maria si ritrova davanti alla povera costruzione che contiene i piccoli locali dei bagni rituali. Il clima di incessante preghiera finisce con il travolgere Maria che, preda di un pianto disperato e non più padrona di sé, viene condotta all'acqua benedetta e, trattata con amore, riconosce l'Amore divino, riservato a chi, come lei, ha finito per rinunciare a tutto e si è sentito l'ultimo.

## Edizioni
In lingua italiana:
- Rosa Matteucci, Lourdes, Adelphi, Milano 1998;

In altre lingue:
- (ES)  Rosa Matteucci, Lourdes, traducción, Alex Pérez Viza, Lumen, Barcelona 1999.
- (FR)  Rosa Matteucci, Lourdes, trad. di Lise Chapuis, Bourgois, Paris 2002;
- (DE)  Rosa Matteucci, Lourdes: Roman, trad. di Marianne Schneider, Diaphanes, Zürich-Berlin 2010;